# Biskopskåpa
Biskopskåpa är ett kyrkligt klädesplagg med anor från 1000-talet. Det bärs främst av biskopar, men även präster kan i vissa fall bära plagget. En biskopskåpa bärs dock aldrig under nattvarden.
Plagget har sitt ursprung i samma föregångare som mässhaken.  På 1200-talet var det nästan bara biskoparna som bar plagget. Biskposkåpan var ursprungligen en praktisk fråga: biskopen skulle resa runt och hålla uppsikt över församlingarna i sitt stift och ansvara för konfirmationen som under medeltiden var biskopens uppgift. På ryggen finns en sköld, som ursprungligen var en huva att skydda huvudet mot vind och kyla. Ungefär vid samma tid samma tid utvecklades kapuschongen till en ryggsköld, en ryggsköld som kännetecknar plagget än idag.